# Электростатическая линза
Электростатическая линза — устройство, предназначенное для формирования пучков электронов, их фокусировки и создания электронно-оптических изображений объектов. Более точное определение: линзой является любое аксиально-симметричное поле.

## Основное уравнение электронной оптики
Рассматривается потенциал вблизи оси симметрии ({\displaystyle r<<1}), при начальных условиях: в начальный момент времени частица находится в начале координатной оси, начальная скорость равна нулю и {\displaystyle U(z)=0}. Исходя из этих данных выводится уравнение:
{\displaystyle r''U+1/2*r'U'+1/4*rU''=0}
Это и есть основное уравнение электронной оптики. Также стоит отметить, что при {\displaystyle \partial ^{2}U/\partial z^{2}>0} — то линза является собирающей, а при {\displaystyle \partial ^{2}U/\partial z^{2}<0} — рассеивающей.

## Типы линз
Электростатические линзы бывают нескольких типов:

### Одиночная линза
Электронные линзы, в которых потенциал распределен симметрично относительно средней плоскости, называются одиночными. Показатели преломления таких линз имеют одинаковые значения. Одиночные линзы состоят из цилиндрических электродов и диафрагм.

### Иммерсионная линза
Электрические линзы, потенциал которых распределен по обе стороны от средней плоскости по-разному, называются иммерсионными.

### Иммерсионный объектив
Это иммерсионные линзы, в которых ускоряющее поле непосредственно примыкает к объекту, например к катоду.